# Сапас
Сапас Монс (на английски: Sapas Mons), е щитовиден вулкан на Венера с височина 1500 m над околния терен и диаметър около 217 km. Има формата на обърната чиния с широка основа и леко наклонени склонове.
Сапас Монс се намира на обширно вулканично плато в екваториалния район Атла с координати 8° сш и 188° ид. Големият обем на вулкана е резултат от изригването на огромно количество магма от вътрешността на планетата.
Склоновете на вулкана са заети от множество припокриващи се потоци от лава, по-голямата част от които са следствие на изливане от пукнатини по склоновете, а не от двойния централен кратер. Този тип ерупция е характерен за големите щитовидни вулкани на Земята като тези, намиращи се на Хавайските острови.
Площта на върха на вулкана е заета от две плоски и равни плата, в близост около които са формирани няколко групи от пропаднали кратери (депресии, образувани от потъването или срутването на повърхността, лежаща над празни камери). Смята се, че са се формирали в случаите, когато магмата в подземните камери се оттича по други подземни пътища и това довежда до пропадане на повърхността над тях. Североизточно от вулкана, частично погребан под потоци от лава, се намира ударен кратер с диаметър около 20 km.
През февруари 1991 година космическият апарат „Магелан“ картографира повърхността на Венера в областта Атла, която се оказва съставена от най-малко пет големи вулкана като Сапас Монс, свързани помежду си със сложна система от пукнатини и разломни зони.
Кратерът е наименуван на финикийската (ханаанска) богиня на слънцето Сапас.